# Список умерших в 1317 году

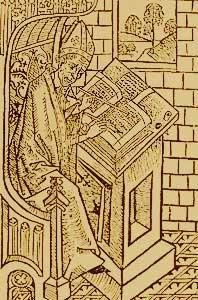
Бринольф Альготссон

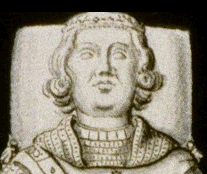
Роберт де Клермон

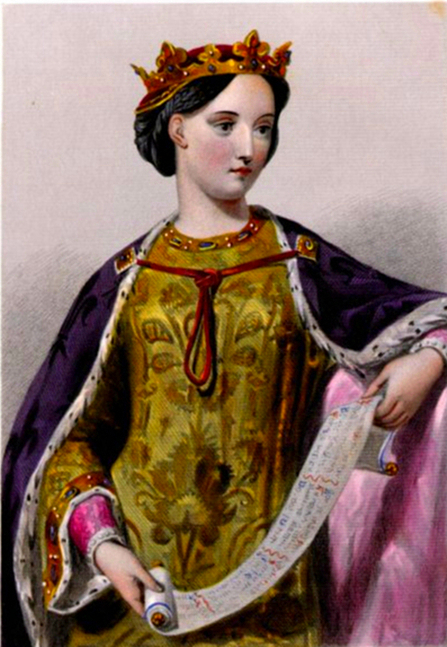
Маргарита Французская

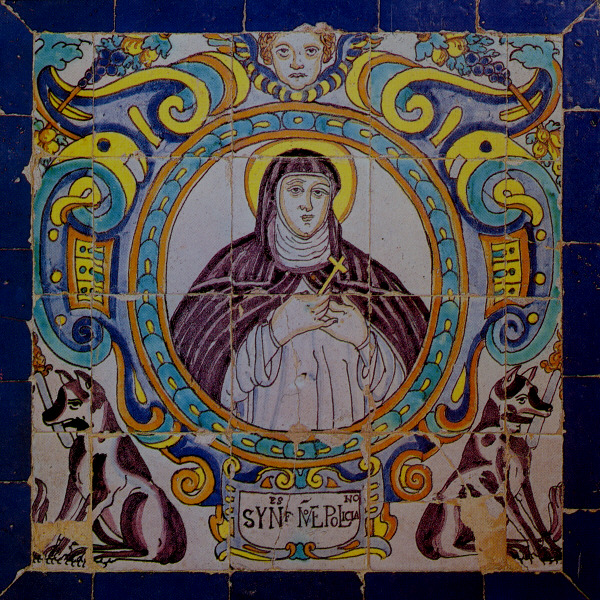
Агнесса из Монтепульчано

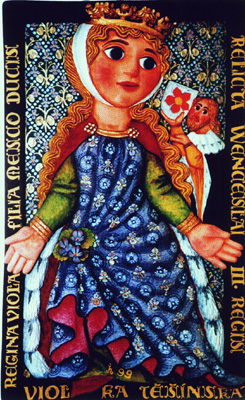
Виола Цешинская

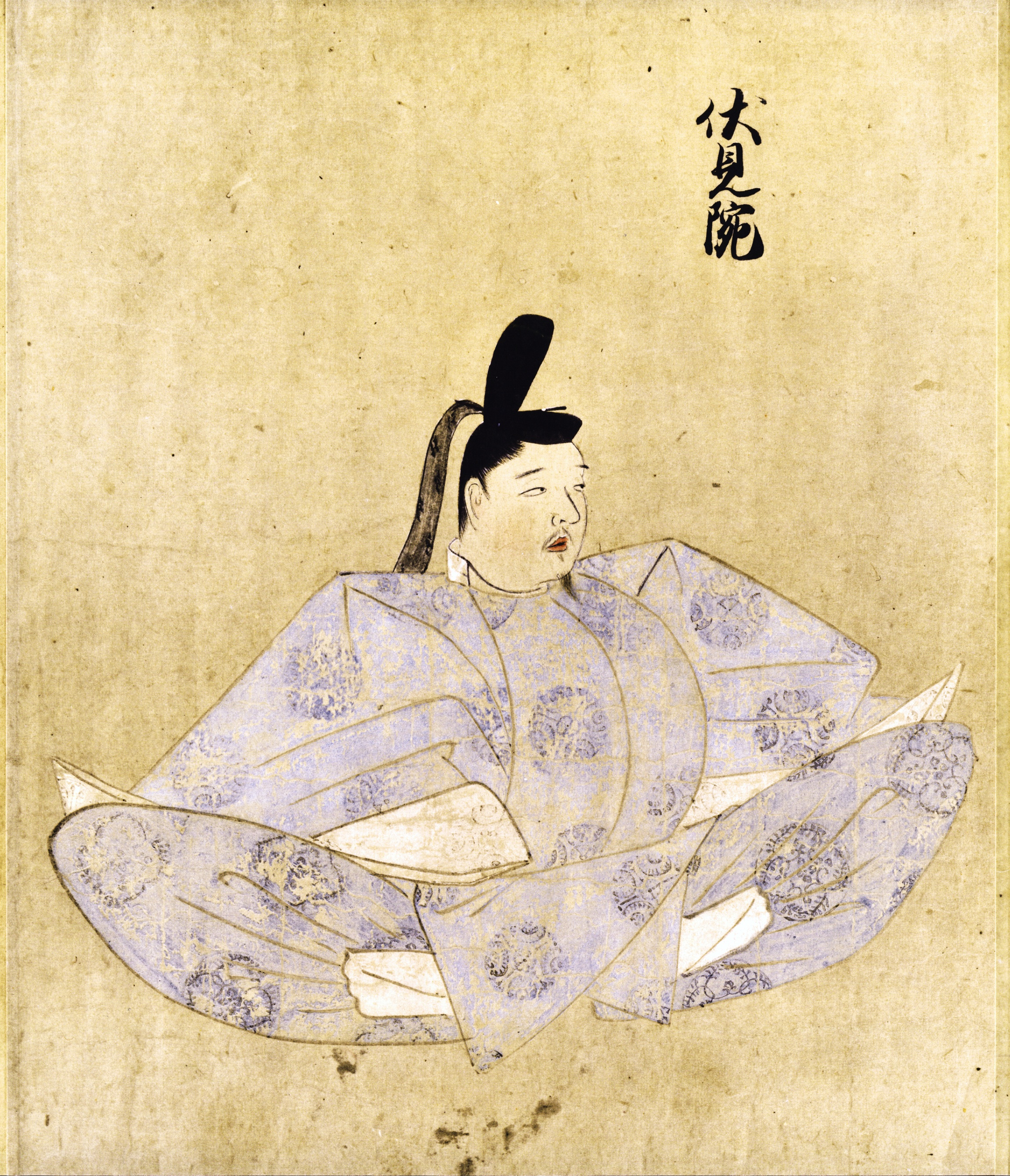
Император Фусими

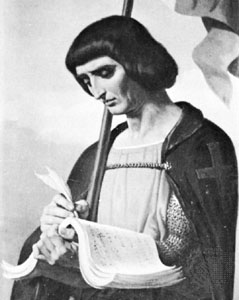
Жан де Жуанвиль

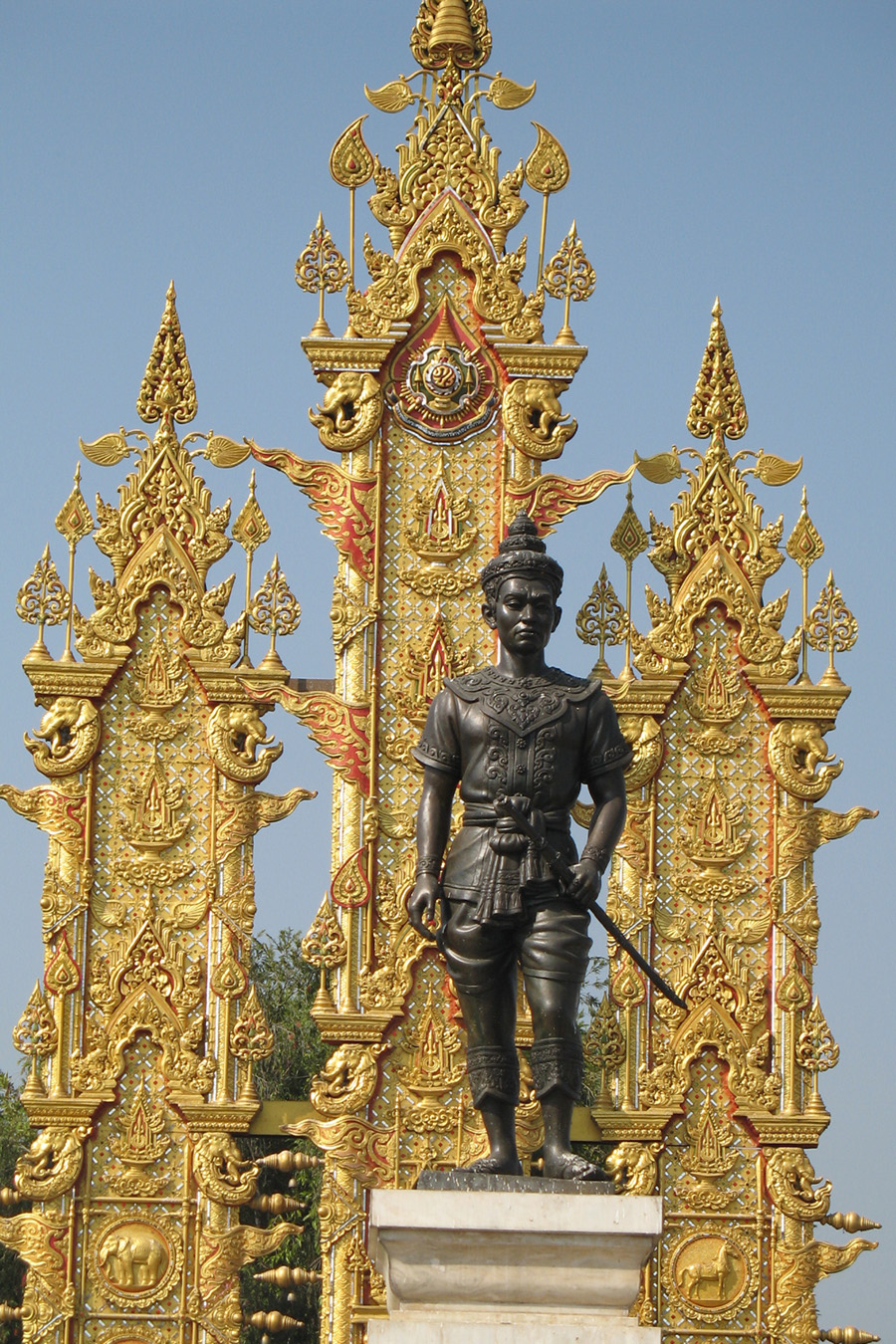
Менграй Великий

В этой статье представлен список известных людей, умерших в 1317 году.
См. также: Категория:Умершие в 1317 году

## Февраль
- 6 февраля:
  - Бринольф Альготссон — епископ Скара (1278—1317), святой римско-католической церкви;
  - Вернер[нем.] — епископ Лаванта (1304—1317).
- 7 февраля — Роберт де Клермон — сын Людовика IX Святого, граф де Клермон-ан-Бовези (1269—1317), граф Шароле (1272—1310) (по праву жены), сеньор де Бурбон (1287—1310) (по праву жены), родоначальник династии Бурбонов, представители которой впоследствии стали королями Франции.
- 28 февраля — Томас Вудхэм[англ.] — епископ Рочестера (1291—1317)

## Март
- 13 марта:
  - Буркхард фон Серкем[нем.] — епископ Любека (1276—1317);
  - Пьер де Гантелми[фр.] — епископ Рьеза (1306—1317).
- 15 марта:
  - Анастасия Мекленбургская — княгиня-консорт Мекленбурга (1271—1275, 1299—1302), жена Генриха I Мекленбургского;
  - Ричард Свинфильд[англ.] — епископ Херефорда (1282—1317).
- 24 марта — Иоганн V — последний маркграф Бранденбург-Зальцведельский (1308—1317)
- 25 марта — Роберт де Уиллоуби — первый барон Уиллоуби де Эрзби (1260—1317).
- 28 марта — Уолтер Мэйдстоун[англ.] — епископ Вустера (1313—1317)

## Апрель
- 6 апреля — Ги III де Шатильон-Сен-Поль — граф де Сен-Поль (1289—1317), кравчий Франции (1296—1317)
- 16 апреля — Вильгельм Гноффи[итал.] — святой римско-католической церкви.
- 20 апреля — Агнесса из Монтепульчано — святая римско-католической церкви, доминиканская монахиня, покровительница Монтепульчано.

## Май
- 13 мая — Франческо Каэтани[фр.] — кардинал-дьякон de S. Maria in Cosmedin (1295—1317)
- 23 мая — Гуй ван Авеннес[англ.] — епископ Утрехта (1301—1316).
- 30 мая — Махмуд Инджир Фагнави (85) — духовный наставник (муршид), 12-е духовное звено в золотой цепи преемственности шейхов тариката Накшбандия.

## Июнь
- 13 июня:
  - Роджер Брабазон[англ.] — лорд главный судья Англии и Уэльса (1296—1316);
  - Як де Виа[фр.] — кардинал-священник de S. Giovanni e Paolo (1316—1317).
- 25 июня — Генри Харклей[англ.] — английский философ,канцлер Оксфордского университета (1313—1316)
- 30 июня — Божислав I[англ.] — архиепископ Гнезно (1314—1317)

## Июль
- Раймонд де Сен-Север[фр.] — кардинал-священник de S. Pudenziana (1312—1317)

## Август
- 14 августа:
  - Арно Новел[фр.] — кардинал-священник de S. Prisca (1310—1317);
  - Бернард III де Кастане — епископ Альби (1275—1308), епископ Ле-Пюи-ан-Веле (1308—1317), кардинал-епископ Порто-Санта Руфина (1316—1317).
- Фридрих I фон Миттеркирхен[нем.] — епископ Зеккау (1308—1317)

## Сентябрь
- 10 сентября — Парсома[англ.] — египетский святой Коптской православной церкви
- 12 сентября — Арно де Фогерс[фр.] — архиепископ Арля (1307—1310), кардинал-епископ di Sabina (1310—1317)
- 21 сентября — Виола Цешинская — королева-консорт Венгрии (1305), королева-консорт Чехии и королева-консорт Польши (1305—1306), жена Вацлава III.
- Джон Макдугалл — лорд Аргайла (1311—1317), шотландский барон, организатор сопротивления войскам Роберта Брюса в период войны за независимость Шотландии.

## Октябрь
- 8 октября — Император Фусими (52) — император Японии (1287—1298).
- 14 октября — Малатестино Малатеста — сеньор Римини (1312—1317)
- 26 октября — Алиса Геннегау[англ.] — графиня-консорт Норфолк (1290—1306), жена Роджера Биго, 5-го графа Норфолк

## Ноябрь
- 9 ноября — Манфред Афинский — герцог Афинский (1212—1317).
- 13 ноября — Ябалаха III, католикос-патриарх Ассирийской церкви Востока (1281—1317).
- 28 ноября — Ишань Инин — китайский буддистский монах и дипломат периода Юань, в Японии крупный дзенский мастер (популяризатор школы риндзай в военно-феодальном сословии), литератор и каллиграф периода Камакура, зачинатель литературы годзан бунгаку, самоубийство

## Декабрь
- 15 декабря — Мария Бытомская — королева-консорт Венгрии (1306—1317), жена Карла Роберта
- 24 декабря — Жан де Жуанвиль — французский средневековый историк, биограф Святого Людовика.
- Генрих фон Вачольц[нем.] — епископ Каммина (1300—1317)

## Дата неизвестна или требует уточнения
- Абу Яхья Закария аль-Лихьяни, десятый правитель государства Хафсидов в Ифрикии (1311-1317), девятый халиф Хафсидов.
- Сальвино дельи Армати, человек, который в течение длительного времени считался изобретателем медицинских очков.
- Баршанбу[нем.] — нубийский царь Мукурра (1316—1317).
- Бонифаций Веронский, ломбардский аристократ, правитель северной части Эвбеи на территории франкской Греции (с 1296).
- Брайан де Лэвью[фр.] — архиепископ Вьена (1306—1317)
- Гильом III Ле Мэр[фр.] — епископ Анжу (1291—1317)
- Гильометта — графиня Монбельяра (на собственном праве) (1283—1317)
- Джерардо Серени[итал.] — итальянский теолог.
- Дуджам II Франкопан, хорватский дворянин из династии Франкопанов, которые контролировали западное побережье Адриатического моря в Хорватии, находившейся в личной унии с Венгрией с 1102 года.
- Иоанн I Орсини — Граф Кефалинии и Закинфа (1304—1317).
- Ирина Монферратская — императрица-консорт Византии (1284—1317), жена Андроника II Палеолога
- Кей Кабус — Ширваншах (1294—1317)
- Мадхва — индуистский философ и проповедник, основатель религиозно-философской традиции двайта.
- Маргарита Рюгенская — княгиня-консорт Померании, вторая жена Богуслава IV.
- Менграй Великий — таиландский король Нгенъянга (1261—1292), первый король Ланна (1292—1317)
- Рохеза де Клер — баронесса-консорт Моубрей (1270—1297) жена Роджера (III) де Моубрей.
- Стефен де Даннедир[англ.] — епископ Глазго (1316)
- Тольберто III да Камино[англ.] — итальянский кондотьер и военный лидер из рода да Камино
- Thawun Gyi — основатель и первый правитель бирманского государства Таунгу (1279—1317 независим с 1287 года); убит

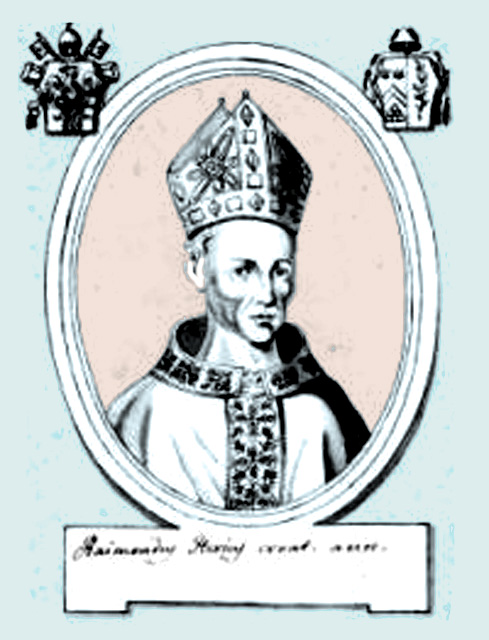
Раймонд де Сен-Север
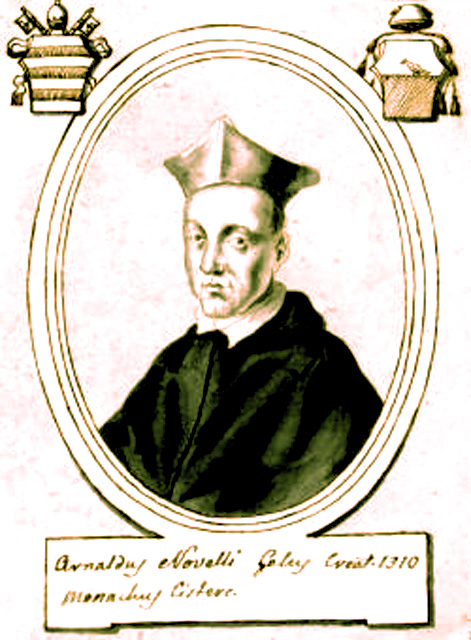
Арно Новел
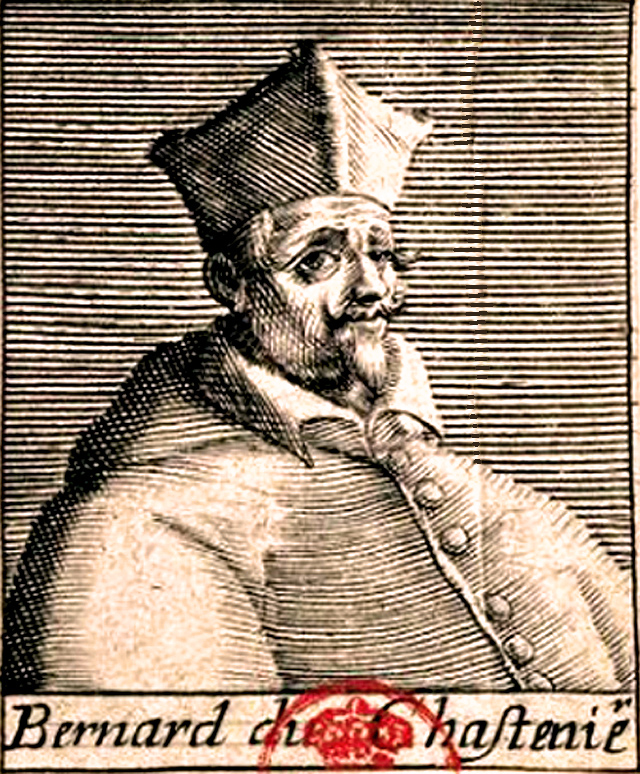
Бернард III де Кастане
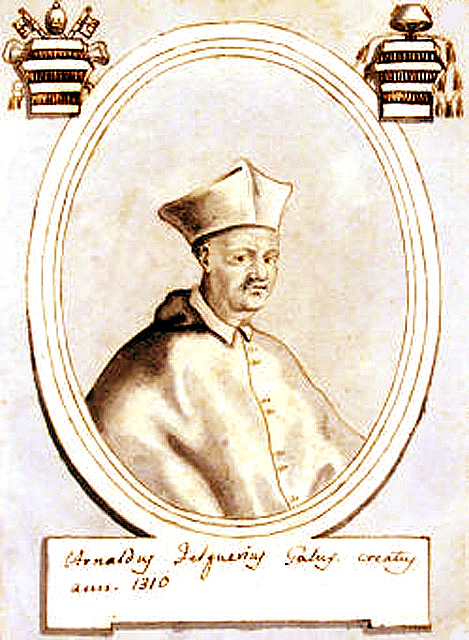
Арно де Фогерс